# Epiplastocerus mirandus
Epiplastocerus mirandus är en tvåvingeart som beskrevs av Filippo Silvestri 1920. Epiplastocerus mirandus ingår i släktet Epiplastocerus och familjen spyflugor. Inga underarter finns listade i Catalogue of Life.